# Fanniidae
Famille
Fanniidae est une famille d'insectes diptères brachycères.

## Liste des genres
Selon Catalogue of Life (27 févr. 2013) :
- genre Australofannia
- genre Euryomma
- genre Fannia
- genre Piezura

Selon ITIS (28 févr. 2018) :
- genre Euryomma
- genre Fannia
- genre Piezura

Selon BioLib (28 févr. 2018) :
- genre Aminta Robineau-Desvoidy, 1830
- genre Australofannia Pont, 1977
- genre Coelomyia Haliday, 1840
- genre Euryomma Stein, 1899
- genre Fannia Robineau-Desvoidy, 1830
- genre Piezura Rondani, 1866
- genre Zealandofannia Domínguez & Pont, 2014

Fanniidae incertae sedis :
- genre Beckerinella Enderlein, 1936